# Nelson Barbosa
Pour les articles homonymes, voir Barbosa.
Nelson Henrique Barbosa Filho, né le 17 novembre 1969 à Rio de Janeiro, est un homme politique brésilien,. Il est ministre de l'Économie de 2015 à 2016.